# Барда (регент)
Барда (д/н — 21 квітня 866) — політичний діяч Візантійської імперії, регент у 842—844 і 856—865 роках.

## Життєпис
Походив зі шляхетської вірменської родини з Пафлогонії. Син Марина, друнгарія (висловлюється гіпотеза, що походив з роду Мамікоянів), та Феоктісти Флорини. народився у містечку Евісса. Піднесенню державними щаблями сприяв шлюб його сестри Феодори з імператором Феофілом. Вперше письмово згадується у 837 році, коли мав титул патрикія і разом з військовиком Феофобом атакував місто Заперту в Аббасідському халіфаті, згодом діяв проти абазгів, проте невдало.
У 842 році перед смертю Феофіла сприяв видачі наказу щодо страти Феофоба, який міг претендувати на трон як чоловік сестри імператора. Того ж року після смерті Феофіла увійшов до регентської ради на чолі з сестрою Феодорою. Незабаром Барда перебрав фактично усю владу на себе. У 843 році спонукав Феодору відмовитися від іконоборства, брав участь у розслідуванні дій константинопольського патріарха Іоана Граматика, якого підозрювали у прихильності до іконоборства. Сприяв остаточному відновленню культу ікон в імперії.
Але у 844 році Барда внаслідок інтриг дромологофета і каніклінія (особистого секретаря імператора) євнуха Феоктиста було відсторонено від усіх посад й вислано з Костянтинополя. У засланні перебував до того часу, як його небіж імператор Михайло III не став правоспроможним, ліквідувавши регентство. У 855 році спровокував вбивство логофета Феоктиста. 856 року Феодору відправлено до Гастрийського монастиря.
У 855 році вступив у конфлікт з Ігнатієм, константинопольським патріархом, який звинуватив Барду в том, що той заслав дружину до монастиря, а сам вступив у статевий зв'язок зі своєю невісткою. Внаслідок цього Барду було відлучено від церкви. Боротьба регента і патріарха тривала до листопада 858 року.
Того ж року фактично став правителем імперії, оскільки імператор поринув у задоволення та пиятику. 858 року Барда отримав титул магістра (вищий серед знаті) та посаду каніклінія. Того ж року після попередження змови з боку Феодори стає куропалатом.
Завдяки енергійним діям Барди було закладено основи розвитку освіти, культури, здійснено перші кроки щодо захисту від нападу військ Аббасідського халіфату. Ще у 855 році заснував Магнаврську вищу школу, розвитку якій усіляко сприяв. Підтримував діяльність математика і механіка архієпископа Льва, слов'янських просвітників Кирила і Мефодія. У 856—857 роках, скориставшись успіхами візантійських військ у війні з Болгарією, в якій як підтвердження миру зажадав від у князя Бориса хрещення усієї країни, що й було зроблено.
У 858 році домігся повалення константинопольського патріарха Ігнатія й обрання на його місце викладача Магнаврської школи Фотія. Це призвело до конфлікту з папою римським Миколаєм I, який не визнав цього обрання. До того ж у папи викликали невдоволення активні дії візантійських місіонерів в Моравії, Болгарії, Сербії та Далмації. У 859 та 861 роках особисто очолював війська проти рабаських володарів Месопотамії, зокрема Самосати, але невдало.
У 862 році отримує титул цезаря. Водночас розпочав активніше діяти проти арабським еміратів Малатья, Калікала, Самосата, Тарс й їх союзників павлікіан. 863 році візантійські війська у битві при Лалакаоні завдали цим супротивникам нищівної поразки (одним з командувачів був брат Барди — Петроній), що змінила ситуацію в Малій Азії, поклавши початок наступу Візантії на Близькому Сході.
У 866 році позиції Барди значно похитнулися через вагітність давньої коханки імператора Зої Інгерини. Водночас почалося протиборство з новим паракемоненом Василем, який дедалі набував впливу на Михайла III. Барда попереджав останнього щодо імператорських амбіцій Василя, але марно. В свою чергу Василь намагався переконати імператори у необхідності здихатися від надмірно впливового вуйка.
У квітні 866 року Барда прибув до Мілету, де стояв візантійський флот, що мав намір атакувати Крит, де засіли арабські пірати. 21 квітня 866 року Барду вбив паракемонен Василь за начебто змову проти імператора.

## Родина
1. Дружина — ім'я невідоме (пом. до 855).
Діти:
- Антигон, доместік схол Сходу
- Ірина, дружина Сібата, патрикія і дромологофета
- син, моностратег балканських фем
- донька

2. Дружина — Феодосія (розлучення у 862 році).